# Hinojosas de Calatrava
Hinojosas de Calatrava  és un municipi de la província de Ciudad Real a la comunitat autònoma de Castella-La Manxa. Limita al nord amb Puertollano, a l'est amb Mestanza i Solana del Pino, al sud amb Fuencaliente i a l'oest amb Cabezarrubias del Puerto.